# Gulåsens naturreservat
Gulåsens naturreservat är ett naturreservat i Nordanstigs kommun i Gävleborgs län.
Området är naturskyddat sedan 2009 och är 34 hektar stort. Reservatet består av gammal mossbevuxen granskog och vid toppen av berget hällmarker med grova tallar.